# Jan Adam z Víckova
Jan Adam Prusinovský z Víckova na Čejkovicích a na Lukově (1589 – říjen 1627 Lukov?), významný moravský rytíř z evangelické rodiny, exponent stavovského povstání, rada českého krále Fridricha V. Falckého, pobělohorský exulant, vůdce velkého povstání Valachů.

## Předkové Jana Adama
Otcem Jana Adama byl Jan Přemek, majitel panství prusinovského, bystřického a čejkovického-boleradického. Matkou Jana Adama byla Anna z Obrhamu. Otec Jan Přemek zemřel v roce 1590, když Janu Adamovi byl necelý rok. Poručníkem Jana Adama a jeho starších sester Anny Marie a Anny Kateřiny se stal strýc Arkleb z Víckova. Měl zájem, aby jediný mužský potomek rodu pokračoval ve stopách významných předků, proto mu umožnil vzdělání v Itálii na univerzitě v Sieně.[zdroj?]
V roce 1599 se již osmatřicetiletý Arkleb, evangelík a dvojnásobný vdovec, zřejmě na přání Zikmunda Nekše, pána na Vsetíně, oženil s jeho katolickou dcerou Lukrécií Nekšovou. S tím souhlasil i Zikmundův bezdětný bratr Václav Nekeš, který v roce 1606 učinil svou neteř Lukrécii jedinou dědičkou svých statků Lukova, Přílep a Rymic (celkem 458 poddaných). Kšaft Václava Nekše byl zapsán do zemských desk. Václav Nekeš zemřel v únoru 1607 a Lukrécie se stala majitelkou nemalého majetku s 848 poddanými.[zdroj?]

## Jan Adam na Čejkovicích
V roce 1608 strýc Arkleb zemřel a Jan Adam byl nucen vrátit se domů a ujmout se správy zděděného čejkovického panství. Jan Adam byl až lehkovážně štědrý, což se projevovalo častými dary všemi směry, ať už směrem k novokřtěncům sídlícím v okolí Čejkovic nebo rozdáváním rozsáhlých polností svému švagrovi Alexandru Joštovi Haugvicovi. To byl také pravděpodobný důvod, proč se jeho jméno často objevuje v půhonných knihách. Pro svou mírnost a štědrost byl Jan Adam oblíben u poddaných, kterým také často snižoval dávky, které mu měli odvádět.[zdroj?]
Dne 25. listopadu 1610 se Jan Adam na zámku Žamberku oženil s paní Marianou z Bubna. Manželka Jana Adama Mariana byla sestřenicí Jana mladšího z Bubna, který byl plukovníkem českých stavů a pozdějším významným exulantským bojovníkem.[zdroj?]
V červnu 1610 Albrecht z Valdštejna vyplatil Janu Adamovi z Víckova v Adamově sídle v Čejkovicích 8000 zlatých za slib, že se vzdá nároků na dědictví v hodnotě minimálně 230 tisíc zlatých ve prospěch své tety Lukrécie Nekšové, vdově po Arklebovi z Víckova a zároveň nové Albrechtově manželce. Jan Adam dokonce slíbil vyplatit Lukrécii Nekšové 50 tisíc zlatých, kdyby se mu nepodařilo v tomto směru ovlivnit i strýce Viléma z Víckova a na Bystřici. Tak se však stalo, neboť Vilém do konce roku 1610 zemřel. Tento nepochopitelný krok lze snad vysvětlit pouze domněnkou, že Jan Adam nepočítal, že by Lukrécii Nekšovou přežil. Ta však nečekaně již v roce 1614 zemřela. Dědictví po Václavu Nekšovi ale podle testamentu mělo po smrti Lukrécie připadnout manželovi a po jeho smrti nejstaršímu členu rodu Prusinovských z Víckova. Zatím tedy spadlo do klína Valdštejnovi, a tím pravděpodobně odstartovalo závratný růst jeho kariéry.[zdroj?]
Paní Mariana Janu Adamovi porodila dceru Annu Sabinu a syna Karla Lva. Paní Mariana byla velmi dobrá hospodářka. Řídila práce, sjednávala správce a služebnictvo, vyrovnávala dluhy, dohlížela na pořádek a zejména na to, aby manželova štědrost a nerozvážnost nepřesahovala únosnou míru.[zdroj?]
Jana Adama více než hospodářství zajímala politika a veřejný život. Kolem roku 1615 byl členem moravského zemského soudu a především v roce 1616 se velmi aktivně účastnil jeho jednání, což dokládá množství nálezů a rozsudků v knihách půhonů. Koncem dubna 1618 odjel do Prahy. Těsně před počátkem českého stavovského povstání se sblížil s rytíři Václavem Bítovským z Bítova a Janem starším Skrbenským z Hříště. S nimi měl lví podíl na organizaci a propagaci radikálního křídla moravské stavovské opozice proti císaři.[zdroj?]

## Jan Adam na Lukově
V roce 1618 Valdštejn, už tehdy věrný císaři Ferdinandovi II. Habsburskému (Štýrskému) od něhož očekával větší odměny a ocenění než ve službách stavů, poslal hned v počátku českého povstání tajně do Vídně 40.000 zlatých, aby za ně postavil pluk kyrysníků pro císaře a proti vlastní zemi. Začátkem května 1619 se pokusil převést zemské vojsko za hranice a zmocnil se v Olomouci stavovské pokladny s 96 tisíci tolarů, ujel ze země a peníze ve Vídni odevzdal císaři. Direktoři, zvolení moravskými odbojnými stavy, aby spravovali Moravu, viděli ve Valdštejnově činu zradu. Jeho statky mu zkonfiskovali a dne 7. srpna 1619 jej vypověděli ze země. Na jeho moravských statcích byla zavedena nová správa spolehlivými úředníky věrnými stavům. Zbraně, které Valdštejn shromáždil na zámku Vsetíně a na hradě Lukově, byly na příkaz direktorů odeslány do Olomouce. Zbraně uložené na hradě Lukově byly poslány do olomoucké zbrojnice 5. června 1619. Koncem léta 1619 Valdštejn pomáhal se svými kyrysníky vojsku hraběte Jindřicha Duvala Dampierra, císařského spojence, v plenění jižní Moravy, kde kromě panství stavovského plukovníka Fridricha z Tiefenbachu utrpěly veliké škody zejména také statky Jana Adama z Víckova. Proto direktoři vyhověli obnoveným nárokům Jana Adama na bývalé statky jeho strýce Arkleba a přiznali mu Lukov a Vsetín zřejmě jako kompenzaci za zpustošení čejkovského panství. Jan Adam se přestěhoval i s rodinou na nové, strategicky výhodnější rodinné sídlo, pevný hrad Lukov, což odpovídalo jeho dobrodružné povaze. Dne 23. června 1620 si vymohl navrácení rozsáhlého arzenálu zbraní a převezl jej z olomoucké zemské zbrojnice zpět na hrad Lukov. Tento arzenál se později stal základem povstalecké výzbroje Valachů. Je samozřejmé, že Jan Adam spolupracoval též s Jindřichem Matyášem Thurnem a moravským zemským hejtmanem Ladislavem Velenem z Žerotína. Když se na podzim roku 1620 největší nebezpečí stahovalo k Praze, připojil se nepochybně i Jan Adam s oddílem svého lidu k hlavní zemské hotovosti, vedené moravským hejtmanem na pomoc Čechům. Pro stálé odklady stoupenců Karla staršího z Žerotína se však toto moravské vojsko nedostalo za hranice země před 8. listopadem, a nemohlo tedy přispět k odvrácení porážky stavovských oddílů v bitvě na Bílé hoře. Po bělohorské porážce českého stavovského vojska bylo jisté, že Jan Adam neudrží své statky na Moravě. A protože neměl v povaze prosit o milost císaře a měnit své osobní a náboženské přesvědčení, volil emigraci.[zdroj?]

## Jan Adam v čele povstání Valachů
Jan Adam z Víckova však zdaleka neřekl poslední slovo. Na Moravu, kde již v prosinci roku 1620 probíhalo valašské povstání pod vedením místních vesnických fojtů, přitáhlo v roce 1621 vojsko krnovského knížete a braniborského markraběte Jana Jiřího Krnovského z Hohenzollernů, v něm se navrátil na Moravu i Jan Adam. V létě roku 1621 slezská armáda Krnovského po vítězství nad císařskými Španěly u Nového Jičína obsadila několik měst, a to Strážnici, Uherský Brod a Valašské Meziříčí. Jan Adam z Víckova se postavil do čela povstání. Pod jeho vedením ztratilo povstání Valachů charakter živelnosti a přešlo v cílevědomý boj s císařskými jednotkami. Valašské obyvatelstvo, které si Jana Adama oblíbilo pro jeho přátelskou povahu, se k němu okamžitě hlásilo a respektovalo ho jako pravého a přirozeného vůdce. Domácí Valaši se spolu s dalšími příchozími posilami Slováků stali základem úderných oddílů Jana Adama.[zdroj?]
Dne 22. září 1621 Jan Adam z Víckova obsadil město Hranice, kde jeho oddíl Valachů pobil císařskou posádku. Z Hranic táhl oddíl Valachů na Holešov, kde 3. října 1621 dobyl zámek. Dne 10. října vpadli Valaši Jana Adama z Víckova do Příbora. V rychlém sledu pokračovalo dobytí města Kopřivnice a 16. října hradu Helfštýna a dalších strategických míst. Dne 18. října v Lipníku vyjednával Jan Adam o vydání města. Ve dnech 1. a 2. listopadu se Valaši pokusili o dobytí dobře opevněného biskupského hradu Hukvaldy. Úsilí o zdar podniku nedopřávalo Janu Adamovi odpočinku. Dne 7. listopadu byl ve Valašském Meziříčí, 11. listopadu již nocoval v Lipníku. Dne 13. listopadu se Jan Adam účastnil obléhání Olomouce u Velkého Týnce a Čekyně. O den později pro opatrnost majitele panství Karla staršího z Žerotína neúspěšně vyjednával v Přerově o vydání města. Dne 16. listopadu posílali měšťané z Lipníka posla za Janem Adamem z Víckova do Hustopečí nad Bečvou a Kelče, 19. a 20. listopadu byl neúnavný rytíř už ve Valašském Meziříčí. Zatímco se armáda Jana Jiřího Krnovského snažila získat důležité přechody přes řeku Moravu dobytím měst Uherského Hradiště, Veselí nad Moravou a Kroměříže, povstalci Jana Adama se snažili zajistit zásobování této armády, v níž působili přední moravští exulanti Ladislav Velen z Žerotína, Václav Bítovský z Bítova a Beneš Pražma z Bílkova. Podnikali výpady do Kelče, Příbora, Frýdku, Libavé a jinam na biskupská panství, kde jeho lidé rekvírovali dobytek a zásoby obilí v biskupských dvorech. Hlavní tíha vyživování vojsk, zejména císařských, totiž po Bílé hoře spočívala převážně na selském lidu, zatímco panské zásobárny bývaly v počátečních letech války vyrabovány pouze výjimečně. Snad z přirozeného soucitu s již dost ochuzeným poddanským lidem volil Jan Adam tento odlišný způsob, jak opatřit stavovské armádě nezbytnou výživu. K zásobování této armády si vybíral právě biskupské statky snad z toho důvodu, že je považoval za majetek zimního krále Fridricha V. Falckého, jemuž byly mnohé z nich za stavovského povstání věnovány. Tím však na sebe uvalil nesmiřitelné nepřátelství kardinála Františka z Dietrichštejna, citlivého na věci týkající se jeho majetku. Již 14. října 1621 navrhoval kardinál císaři, aby odškodnil brněnské jezuity boleradickým (polehradickým) statkem Jana Adama. Dne 21. listopadu vyslal již s císařským souhlasem komisaře do městečka Boleradic (Polehradic), jež bylo skutečně odevzdáno jezuitům ještě před koncem roku 1621. Protihabsburský spojenec sedmihradský vévoda Gábor Bethlen, který měl problém se zásobováním vojska, se zdravotním stavem vojáků i s poměry v Sedmihradsku, mezitím tajně vyjednával s císařským dvorem. V Mikulově podepsal mír a stáhl se s vojskem do Uher. Také vojsko Jana Jiřího Krnovského, spoléhající na svého nedůrazného spojence Gábora Bethlena, už nedosáhlo žádného výraznějšího úspěchu. Jeho vůdce Krnovský se i s exulanty po neúspěšném útoku 12. listopadu 1621 na Olomouc stáhl za Bethlenem do Uher, aniž by se vrátil k svému vojsku ustupujícímu do Slezska, kterému dlužil žold. Povstalci se tedy nedočkali té podpory, kterou očekávali a stáhli se na své pevné pozice v horách na panství vsetínském, lukovském, meziříčském a brumovském, odkud vedli záškodnický způsob boje. Jan Adam však zůstal se svými věrnými Valachy na Moravě celou zimu. Útočištěm se mu stal Lukov a Vsetín, kde se na jaře roku 1622 intenzívně připravoval na další gerilovou (partyzánskou) válku. Dne 8. března oznamoval kardinál císaři, že se Valaši znovu srocují ve velkém počtu, zejména okolo Vsetína a Zlína, a že působí potíže měšťanům Hranic a některým šlechticům a poddaným tohoto kraje. Zlínští Valaši dělali starosti zejména císařskému rychtáři Albrechtu Kremrovi v Uherském Hradišti. Proto na jeho popud žádal koncem března kardinál Dietrichštejn hraběte Jindřicha Šlika, nyní už vrchního velitele císařských sil, rozložených v olomouckém kraji, aby se snažil jakýmkoli způsobem dostat do své moci Jana Adama a alespoň částečně tím eliminoval neustále hrozící valašské nebezpečí, avšak bez toho, že by hrabě Jindřich Šlik vyslyšel kardinálovu žádost. Dne 28. března 1622 vypsal Dietrichštejn odměnu 500 zlatých ve snaze najít zrádce, který by mu pomohl dopadnout Jana Adama. Nikdo takový se však nenašel. Kardinálův strach byl oprávněný. Již v dubnu 1622 Jan Adam konal u dnešní Bystřičky v lese Konvici přehlídku 300 nových povstalců a v květnu připravoval tisíc Valachů, aby se vydali do Kladska na pomoc obleženému Františkovi Bernardovi z Thurnu, synovi hraběte Jindřicha Matyáše. Plán se ale nakonec neuskutečnil. Od léta do konce roku 1622 Jan Adam na Moravě už nebyl. Uprchlíci byli vyzváni patentem z 11. června 1622, aby se do čtyř týdnů dostavili před soud. Když se nedostavili, byl nad nimi po druhé lhůtě, stanovené do 2. září, vynesen rozsudek, značící ztrátu cti, hrdla i statků. Mezi 16 jmény arcirebelů, potupně přibitými 15. září na brněnské šibenici, mohla paní Mariana z Víckova číst také jméno svého manžela. V tu dobu pravděpodobně žila s dětmi ve svém brněnském domě, protože zámek v Čejkovicích nebyl ubráněn a byl zpustošen, městečko Boleradice (Polehradice) bylo od 10. prosince v držení brněnských jezuitů. Po odchodu Jana Adama z Moravy pomáhal chránit majetek jeho ženy a dětí Mikuláš Čechočovský z Kobylí, třebaže jemu samému byl bohatý svobodný dvůr v Horním Kobylí zkonfiskován. Panské sídlo bylo vypleněné, okna i dveře bez zámků, stoly a stolice rozbité. Cenné věci byly pryč. Dvůr v Hodoníně byl pustý a dvůr v Prušánkách od r. 1619 vypálený. Přesto odhad majetku čejkovického statku, zámku s městečkem Čejkovicemi a dvorem, vsi Vrbice, vsi Prušánky s dvorem, Závišovského pivovaru v Hodoníně s domem a dvorem, rolí, vinohradů, rybníků, cihelny, lesů i ostatního příslušenství s běžnými i stálými důchody byla odhadnuta na 70342 moravských zlatých. Zámek však byl ještě schopen přestavby na pěkné panské obydlí, neboť byl vystavěn z kamene a cihel a měl prostorné nádvoří. V zámeckém dvoře patřícím k zámku zůstaly zděné stáje pro 96 dojných krav, 180 jalovic a 2600 zimních ovcí. Paní Mariana z Víckova se snažila pro sebe a své děti zachránit aspoň část majetku. Do odhadu konfiskovaného majetku nebyly započítány tři svobodné dvory v Čejkovicích, o nichž paní Mariana prokázala, že jsou jejím majetkem. Část roku 1622 našla paní Mariana zázemí na hradě Pernštejně u své krajanky a přítelkyně z mládí, Estery Zejdlicovny z Schönfeldu, manželky Lva Licka z Rýzmburka. Když Dietrichštejn nedopadl Jana Adama, rozhodl se přitvrdit a zahojit jinde. Prostřednictvím přeběhlíka Jetřicha Meziříčského z Žerotína se mu podařilo v srpnu 1622 v Otrokovicích zradou a lstí dopadnout 32 předních vůdců povstání z řad poddaných, kteří byli předáni do Olomouce a tam oběšeni. Valdštejn zatím získal zpět ztracená panství včetně Vsetína, který byl od září 1622 pod kontrolou Valdštejnova úředníka na Lukově Fridricha Čišvice z Borové. Represe proti povstalcům nezůstaly bez odezvy. Když se na začátku roku 1623 začal zase projevovat na Valašsku neklid, vydal kardinál Dietrichštejn zvláštní patent všem fojtům a všem obcím na panství brumovském, vizovském, vsetínském, lukovském, meziříčském a jiných na Valašsku, v němž je varoval před spolčováním se vzpurnými svobodníky a vyzýval je, aby je chytali a vydávali císařskému vojsku. Sotva však byly patenty rozeslány, jako na povel přišla okamžitá odpověď. Valašští svobodníci v čele s Janem Adamem z Víckova vyrabovali kardinálův zámek v Kelči, vpadli do Fryštáku, kde zrekvírovali dobytek a zapálili domy purkmistra, rychtáře a dalších úředníků. Nekončící nepokoje na Valašsku nakonec přinutily Albrechta z Valdštejna a Jana Kavku z Říčan, aby prodali svá panství, ze kterých neměli pražádný užitek.[zdroj?]

## Průjezdy Jana Adama Moravou
Během roku 1623 byl Jan Adam k ruce zemskému hejtmanovi Velenovi z Žerotína, který po vyjednávání v Haagu, kde byl přes zimu vypracován velkorysý plán společného útoku čtyř armád na císařovu moc, čekal v Berlíně na pověřující listiny, aby se mohl jménem královým ujmout správy Moravy, neboť očekával, že Bethlen dotáhne do úspěšného konce dílčí úspěch u Hodonína. Na Moravě se Jan Adam objevil až na samém konci roku 1623 jako důvěrník Velena z Žerotína, když projížděl Slezskem na Moravu a do Bethlenova tábora. U Hodonína, kde předtím tísnil císařskou armádu, jej však už nezastihl, protože Bethlen 20. listopadu 1623 opět uzavřel s císařem příměří, když se nedočkal pomoci ze západu ani ve formě vázání císařských vojsk na západním bojišti. Jan Adam, ještě neznaje příčiny, o tom 16. prosince písemně informoval Velena z Žerotína, popsal situaci na Moravě a vydal se za Bethlenem do Banské Bystrice, kde ho dostihl začátkem ledna 1624.[zdroj?]

## Mise v Německu a Holandsku
Jan Adam se u Bethlena zdržel pouhý týden. Byl pověřen ze strany sedmihradského knížete Gábora Bethlena, aby jako jeho posel vylíčil průběh operací na Moravě a zdůvodnil, proč nemohl udržet Moravu, a aby zaktivizoval Fridricha Falckého k válečnému tažení. Bethlen vydal 8. ledna Janu Adamovi dopis pro Velena z Žerotína i pověřovací listiny pro krále Fridricha a holandské generální stavy. Mimoto měl na západě vyhledat Kristiana Halberstadtského a vojevůdce Petra Ernesta (Arnošta) II. von Mansfeld a rovněž jim odevzdat Betlenovy dopisy. Protože Janu Adamovi 27. října 1623 zemřela žena a generálním poručníkem jeho dětí se stal nenáviděný Dietrichštejn, stal se pro Jana Adama boj za svobodu jediným a vlastně posledním smyslem jeho života. Vědomí, že jeho malé děti (synovi bylo sotva sedm let), osiřelé a ožebračené, zůstaly v zemi ovládané úhlavním nepřítelem, pohánělo Jana Adama ve snaze vykonat, co jen bylo v jeho silách, pro možnost brzkého návratu do vlasti. Jan Adam do Berlína dorazil již v druhé polovině ledna, neboť Velen z Žerotína již 21. ledna 1624 dopisem oznamoval králi Fridrichovi jeho příchod. Cestu z Banské Bystrice do Berlína zvládl Jan Adam zasněženými horami a neklidným Slezskem za obdivuhodných pouhých dvanáct dní. Po poradě se zemským hejtmanem a berlínskou obcí českých exulantů pokračoval Bethlenův vyslanec dále v cestě do Nizozemí. Cestou ho dohonil hrabě Jindřich Matyáš z Thurnu, který opustil sedmihradský dvůr, aby se osobně přesvědčil o situaci na západě. Společně dorazili kolem 21. února do Haagu, kde se dostalo zejména Janu Adamovi vlídného přijetí u dvora krále Fridricha Falckého. V nejbližších dnech se Janu Adamovi na rozdíl od hraběte z Thurnu dostalo slyšení u holandských stavů, jimž odevzdal pamětní spis a přednesl Bethlenovy vzkazy i jeho žádost o finanční půjčku na další vedení války. Mise však přes počáteční optimismus Jana Adama neměla očekávaný úspěch, navíc se časově protáhla. Po více než třech týdnech čekání dostal písemnou odpověď generálních stavů pro Gábora Bethlena. Byla zdrženlivá pro nedůvěru, kterou měl evropský západ k vrtkavému sedmihradskému knížeti. Nabádali ho k setrvání v boji s císařem, ale peněžitou pomoc neslibovali pro vlastní velké válečné náklady. Nicméně propustili Jana Adama z Víckova s velikou zdvořilostí a čestným darem zlatého řetězu a medaile v ceně 1200 zlatých. Dali mu zřejmě přednost před hrabětem z Thurnu, který jim mohl podrobněji vylíčit Bethlenovu situaci, ale jehož přes návrh Jana Adama k jednání vůbec nepozvali. Přátelštější odpověď než stavové, vzkázal Bethlenovi král Fridrich Falcký. Avšak ani v jeho možnostech nebylo poskytnout sedmihradskému spojenci žádanou podporu. Na odpověď krále Fridricha musel Jan Adam čekat ještě do 2. dubna 1624. Bethlen byl již neklidný z dlouhého čekání na odpověď a netrpělivě naléhal na návrat svého vyslance. V předtuše neúspěchu jednání pokračoval ve vyjednávání s císařem, kterému dorazily vojenské posily zejména z Polska. A protože zprávy, které Jan Adam přivezl, potvrdily jeho předpoklad, podepsal ve Vídni 8. května 1624 s císařem mír. Nezískal tím nic, naopak musel se vzdát opolského a ratibořského knížectví, která bývala útočištěm českých a moravských exulantů. Jejich centrem se stal v roce 1624 Berlín. Ještě před uzavřením míru opustil dvůr sedmihradského vévody markrabě Jan Jiří Krnovský, ale na cestě k západním spojencům v Levoči v březnu 1624 zemřel. Také hrabě Thurn se nevrátil k Bethlenovi, ale vstoupil do nově se tvořící armády Petra Ernesta II. von Mansfeld a koncem roku 1624 do služeb benátské republiky. Na neustálé Thurnovo naléhání si čerstvě zrozená protihabsburská koalice Francie, Anglie, Nizozemska, Benátska a Savojska přece jen snažila udržet tohoto východního spojence pro připravovanou novou válku. Zprávy do Sedmihradska putovaly buď přes Benátky, nebo je doručoval Jan Adam severní, jemu tak důvěrně známou cestou, neboť se zastavoval v Berlíně u moravského zemského hejtmana Ladislava Velena ze Žerotína. Jako příslušník vojenských sborů hraběte Mansfelda v Nizozemsku projel do jara roku 1625 ještě třikrát Slezskem a Těšínskem vždy s balíkem korespondence pro Gábora Bethlena. Samozřejmě, že využíval příležitosti zastavit se u svých Valachů, zřejmě aby je informoval o připravovaném útoku na císařskou armádu ze strany západní koalice a připravil je k boji, jak o tom 17. března 1625 hlásil kardinál Dietrichštejn císaři.[zdroj?]

## Jan Adam opět na Moravě
Na západním bojišti se v létě 1625 připojil ke koalici proti císařským nový zastánce evangelíků dánský král Kristián IV. s nově postavenou armádou a obsadil území kolem Severního moře. Mansfeld zatím postupoval proti proudu Labe do německého vnitrozemí, kde byl 25. dubna 1626 v bitvě u Desavy odražen mohutnou armádou Albrechta z Valdštejna. Teprve tehdy západní spojenci přistoupili na starý návrh Gábora Bethlena, aby císařova moc byla ohrožena také současně útokem z východu. Od jara 1626, kdy se Gábor Bethlen svým druhým sňatkem s braniborskou princeznou stal příbuzným Fridricha Falckého, nalézala tato myšlenka na západě stále více odezvy. Konečně v červenci roku 1626 přitáhla část armády dánského krále Kristiána IV., jeho spojence generála a vojevůdce Petra Ernesta II. von Mansfeld a vévody Jana Arnošta Výmarského do Slezska. S dánským vojskem přicházeli i exulanti, mezi vyššími důstojníky Mansfeldových sborů nemohl chybět ani Jan Adam. Mezi exulanty zaujímal vynikající místo i bratranec paní Mariany z Víckova Jan z Bubna, kdysi statečný plukovník české stavovské jízdy, nyní generálmajor Mansfeldovy kavalerie. Dánsko-exulantská armáda pronikla 11. srpna 1626 k Bohumínu a Těšínu a do 22. srpna obsadila Opavsko s Krnovskem. Dánská armáda však Moravou pouze protáhla na Slovensko, kde se měla setkat s vojsky Gábora Bethlena, odtud se však brzy musela stáhnout. Na Moravě však zůstal Jan Adam s úkolem udržet vzbouřené Valachy v aktivitě. Sotva se Jan Adam objevil ve druhé polovině září ve Vsetíně, okamžitě se k němu připojili svobodníci a všichni jeho bývalí poddaní. Jako své vrchnosti mu holdovalo celé vsetínské panství a sdružilo se kolem něj na 4000 ozbrojených Valachů, kteří v několika týdnech ovládli celou severovýchodní Moravu. S dvěma sty Valachy přitáhl dne 30. září 1626 k hradu Lukovu a získal jej bez boje. Lukovský purkrabí Štěpána Šmída z Freihofen na Kunštátě jménem Winkler se pak dodatečně 3. října písemně vymluvil svému pánu Šmídovi na nedostatečnou obranu, a proto že raději otevřel bránu dobrovolně. U Dietrichštejna byl však v podezření, že jako bývalý rebel vydal Lukov s radostí. Stav obrany Lukova vyřešil Jan Adam (ovšem ve svůj prospěch) tím, že dosadil novou posádku 200 mušketýrů a 200 Valachů. K Janu Adamovi se už hlásili Valaši a sedláci z celé oblasti Beskyd. Drobná šlechta a měšťané pomohli Valachům a oddílu Joachima von Mitzlaf donutit hranickou zámeckou posádku ke kapitulaci a tak dne 21. října 1626 byly vydány Valachům bez boje i Hranice. Náporu Valachů odolal pouze Lipník a hrad Helfštýn, kde ještě císařští stačili výrazně posílit posádky. Mezitím dánská armáda v Německu utrpěla v bitvě u Lutteru 27. srpna 1626 porážku od císařského vojevůdce Jana Tserclaese Tillyho a špatně se dařilo i části dánské armády v Uhrách, neboť Gábor Bethlen tentokrát zklamal úplně. Nemohl se dočkat slíbené peněžité pomoci od svých západních spojenců, kromě toho jej zastrašila porážka dánského vojska u Lutteru do té míry, že se neodvážil boje s Valdštejnem a ustupoval stále k východu, až konečně uzavřel 20. prosince 1626 s císařem mír. Tím zasadil dánské části armády těžkou ránu, neboť padly naděje na všeobecné povstání na Moravě, ve Slezsku i v Čechách proti císaři. Mansfeld opustil v Uhrách svoje vojsko a koncem listopadu 1626 na cestě do Benátek zemřel u Sarajeva. Také druhý vojevůdce dánské výpravy, vévoda výmarský, zemřel na Slovensku. Opuštěné a prořídlé dánské sbory převedl pak před Vánocemi horami a Jablunkovským průsmykem do Opavska Joachim von Mitzlaf, jemuž vrtkavý sedmihradský kníže slíbil, že zasáhne do boje alespoň na jaře roku 1627. Zbytky dánské armády se pak zotavovaly v zimních táborech na Opavsku a na severní Moravě, kde dobyl Joachim von Mitzlaf již na podzim Bruntál a hrad Sovinec.[zdroj?]
Před Vánocemi 1626 se ze Slovenska vracela oslabená armáda Albrechta z Valdštejna, čehož chtěl Jan Adam z Víckova využít k jejímu zničení. Odvážně ji přepadl u Hranic, avšak dánské vojsko se vinou důstojníka Flodorpa opozdilo a Valdštejnovo vojsko uniklo z kleští, a tím se zachránilo před většími ztrátami. Jan Adam s Valachy přezimoval na Lukově, odkud podnikal výpady za účelem zásobování.[zdroj?]
V polovině ledna 1627 udeřil Jan Adam na slabou císařskou posádku v Holešově, obsadil zámek, zrekvíroval obilí a slad. Zabavené zásoby převezl na Lukov a na zámek dosadil Valachy. V únoru pak zabezpečil Jan Adam z Víckova Holešov praporcem Mansfeldových vojáků, na něž pak okolo Velikonoc třikrát bez úspěchu zaútočila císařská jízda i pěchota z Kroměříže, Přerova i Lipníka. Útočníci byli vždy odraženi ještě před městem. Dánsko-exulantská armáda, na počátku roku 1627 zimující v obsazeném Opavsku, Krnovsku, Ratibořsku, Těšínsku a na severní Moravě, doplnila stav na Bethlenem požadovaný počet 13 000 vojáků, ale na jaře roku 1627 vyčkávala na zásah sedmihradského knížete marně. Bethlenův požadavek finanční pomoci ze západu nemohl být splněn. A protože v Uhrách ani v Čechách k protihabsburskému povstání nedošlo, sedmihradský kníže do boje vůbec nevytáhl a ponechal dánsko-exulantskou armádu napospas přesile. Valdštejn, když naverboval v Německu další vojáky a doplnil stav armády na 50 000 mužů, s takto posíleným vojskem již začal svírat nepřátelské sbory na jimi obsazeném území. Příliš dlouhým čekáním na pomoc Gábora Bethlena ztratila dánsko-exulantská armáda drahocenný čas k ústupu. Ještě koncem července byl vyslán Ladislav Velen z Žerotína k Bethlenovi s prosbou o záchranu. Teprve když se ukázala marnou, rozhodli se konečně Dánové s exulanty ustoupit Těšínskem podél Odry na sever. Všechny ústupové cesty však už byly zataraseny. Dánové se sice statečně probíjeli, přesto velká část armády padla do zajetí. Ani jízdě se přes všechno hrdinské úsilí nepodařilo probít, s výjimkou několika malých hloučků. Ostatní, stejně jako i pěchota a dělostřelci, uvízli v pasti. Za pomoci armády Baltazara Maradase do Valdštejnovy moci padly postupně i obsazené pevnosti. Dne 29. července padla poslední opora Dánů – Opava. Po jejím pádu se obrátila Maradasova armáda proti Valachům Jana Adama, kteří po odchodu Mansfeldových mušketýrů dosud sami hájili Holešov.[zdroj?]
Oddíly Baltazara Marradase přitáhly od Opavy do Holešova kolem 13. srpna 1627. Valaši nemohli odolat drtivé přesile a prchali do Hostýnských hor, dvacet jich však bylo při pronásledování dostiženo a zabito u vsi Přílepy, když prchali směrem k Lukovu. Jan Adam se stáhl na hrad Lukov, který držel až do první poloviny října 1627.[zdroj?]

## Smrt obestřená tajemstvím
Zde mizí zprávy o Janu Adamovi z Víckova. V polovině října už byla na hradě císařská posádka a v tu dobu byl obsazen a vypálen Vsetín. Je tedy nanejvýš pravděpodobné, že Jan Adam padl při obraně posledních valašských pozic při ústupu do hor. Jisté je, že nepadl ať živý či mrtvý do rukou nepřítele. Podle lidové tradice padl při obraně hradu Lukova a jeho tělo bylo jeho druhy přeneseno do skal u vsi Držková a pohřbeno. Jeho hrob je údajně označen dvěma zkříženými meči vtesanými do kamene. Jiné vyprávění lokalizuje poslední místo odpočinku velkého vůdce Valachů na úbočí Hostýna, kde hrob je označen kamenem s vytesaným kalichem a rukou se vztyčeným prstem.[zdroj?]

## Potomci Jana Adama
O něco jasnější než smrt Jana Adama jsou další osudy jeho dětí. Je známo, že po smrti Mariany se jejich dětí ujala její sestra Sabina Františka, provdaná Haugvicová z Biskupic. Ta je s sebou pravděpodobně odvezla do Čech a postarala se o jejich raději katolickou výchovu, aby je lépe uchránila před nebezpečím plynoucím z toho, že jejich otec byl jedním z největších rebelů. Po její smrti se děti v roce 1636 objevují v Brně, kde 24. září prodávají dům po své matce. Anna Sabina je v té době již provdaná za Jiříka Lišvice z Lišvic a vrací se do Čech. Její bratr Karel Lev byl v roce 1641 zabit v Prostějově císařským důstojníkem. Jeho smrt pravděpodobně znamenala vymření rodu Prusinovských z Víckova.[zdroj?]